# Prisoner of Love (chanson de Hikaru Utada)
Pour les articles homonymes, voir Prisoner of Love.
Singles de Hikaru Utada
Heart Station / Stay Gold
(2008) Eternally
(2008)
Prisoner of Love (écrit : Prisoner Of Love) est le vingt-et-unième single (physique) d'Hikaru Utada (sous ce nom), sorti en 2008.

## Présentation
Le single sort le 21 mai 2008 au Japon sur le label EMI Music Japan, trois mois seulement après le précédent single (physique) de la chanteuse, Heart Station / Stay Gold. Il ne sort physiquement qu'au format "CD+DVD", incluant un DVD contenant le clip vidéo de la chanson-titre. Il atteint la 2e place du classement des ventes de l'Oricon. Il se vend à 38 902 exemplaires la première semaine, et reste classé pendant 12 semaines, pour un total de plus de 80 000 exemplaires physiques vendus.
La chanson-titre figurait déjà sur l'album Heart Station sorti deux mois auparavant, et avait déjà été mise en vente en téléchargement peu après, le 26 mars, devenant la troisième chanson la plus téléchargée de l'année au Japon. Elle est utilisée comme générique du drama Last Friends diffusé en avril suivant, et remporte le prix de la meilleure chanson de générique aux 57e Drama Academy Awards japonais. Elle figurera aussi sur la compilation Utada Hikaru Single Collection Vol.2 de 2010. Une version alternative de la chanson, également utilisée dans le drama, figure en "face B" du single. Une version orchestrale figure aussi sur la bande originale de la série.
Hikaru Utada ne sortira pas d'autre single physique pendant plusieurs années.

## Liste des titres
Toutes les chansons sont écrites et composées par Hikaru Utada.
| 1. | Prisoner of Love                                    | 4:48 |
| 2. | Prisoner Of Love -Quiet Version-                    | 4:36 |
| 3. | Prisoner Of Love [Original Karaoke]                 | 4:46 |
| 4. | Prisoner Of Love -Quiet Version- [Original Karaoke] | 4:33 |

| 1. | Prisoner of Love |  |